# Pheugopedius genibarbis
El cucarachero bigotudo brasileño (Pheugopedius genibarbis), también denominado  cucarachero bigotudo (Perú), chochín bigotudo (Ecuador) o ratona bigotuda,  es una especie de ave paseriforme perteneciente al género Pheugopedius integrado en la familia Troglodytidae. Es nativo de América del Sur.

## Descripción
Mide entre 15,5  y 17 cm. La corona es pardo grisácea, la nuca gris y las demás partes superiores pardo rufo; la face es estriada de negro y blanco y exhibe un “bigote” negro fino y bien definido. Por abajo es grisáceo pálido, más pardo amarillento en los flancos. La cola es pardo rufo barrada de negro. Visualmente es bastante parecido al cucarachero bigotudo montano (Pheugopedius mystacallis) con quien es enteramente alopátrico, y que es encontrado a mayores altitudes.

## Distribución y hábitat
Se encuentra en Bolivia, Brasil y Perú. Más detalles en Subespecies.

Habita en el denso sotobosque de bordes de bosques húmedos tropicales y subtropicales hasta los 1500 m s. n. m.

## Comportamiento
Vive en pareja y no se junta a bandadas mixtas. Se oculta en la vegetación densa y es más oído que visto.

### Reproducción
Construyen un nido globular, con entrada lateral, a 30 cm del suelo, entre gramíneas y helechos, similar al del cucarachero coraya (Pheugopedius coraya) con quien es simpátrico al sur del río Amazonas. Se observó que en el estado de Minas Gerais, Brasil, esta ave instala su nido entre las hojas urticantes de plantas de la familia Urticaceae.

### Vocalización
Su canto es una serie de notas musicales, rápidas y vigorosas, algunas con un “cho-cho-cho” distinto al final. También emiten un “diir” quejoso, que puede intercalarse a notas aflautadas e irritadas.

## Sistemática

### Descripción original
La especie P. genibarbis fue descrita por primera vez por el ornitólogo británico William Swainson en 1838 bajo el nombre científico Thryothorus genibarbis; localidad tipo «Bahía, Brasil».

### Taxonomía
Anteriormente, esta especie estaba colocada en el amplio género Thryothorus, pero datos genéticos de Barker (2003) e de Mann et al. (2006) indicaron que el mismo era polifilético y que el verdadero Thryothorus no se encuentra en Sudamérica, así recomendando resucitar los géneros sinónimos Pheugopedius y Thryophilus y el reconocimiento de un nuevo: Cantorchilus. Posteriormente, Mann et al. (2009) encontraron comportamientos vocales distintos diferenciando Pheugopedius, Thryophilus, y Cantorchilus. Las propuestas N° 408 a 411 al South American Classification Committee (SACC) fueron aprobadas y la separación en los 4 géneros implementada.

Es pariente cercana a Pheugopedius mystacalis y es tratada como conespecífica por algunos autores, pero tienen cantos bastante diferentes y también difieren en los requisitos del hábitat.

### Subespecies
Según la clasificación del Congreso Ornitológico Internacional (IOC) (Versión 5.3, 2015) y Clements Checklist 6.9, se reconocen 4 subespecies, con su correspondiente distribución geográfica:
- P. genibarbis juruanus (H. von Ihering, 1905) - alta Amazonia en el este del Perú (Ucayali) y oeste de Brasil (al este hasta el río Madeira y alto río Purús), probablemente también en el norte y oeste de Bolivia.
- P. genibarbis genibarbis (Swainson, 1838) - este de Brasil desde el río Madeira hacia el este hasta la costa atlántica (Maranhão hacia el sur hasta Río de Janeiro).[15]
- P. genibarbis intercedens (Hellmayr, 1908) - centro de Brasil (Mato Grosso, Goiás).
- P. genibarbis bolivianus Todd, 1913 - Amazonia boliviana (norte de Santa Cruz).